# David E. Stone
David E. Stone (* 11. Dezember 1947 in Philadelphia, Pennsylvania) ist ein US-amerikanischer Tontechniker.

## Leben
David Stone begann seine Karriere Ende der 1970er Jahre beim Fernsehen, wo er an verschiedenen Zeichentrickserien arbeitete, darunter Scooby-Doo, Popeye und Familie Feuerstein. Sein Filmdebüt war die Cheech-und-Chong-Komödie Cheech & Chongs heiße Träume. In der Folge verlagerte Stone seinen Arbeitsschwerpunkt zum Film und war nur noch sehr selten für das Fernsehen tätig. 1993 gewann er zusammen mit Tom C. McCarthy den Oscar in der Kategorie Bester Tonschnitt für Bram Stoker’s Dracula. Nach Ocean’s 12 aus dem Jahr 2004 zog sich Stone aus dem Filmgeschäft zurück.

## Filmografie (Auswahl)
- 1981: Ich glaub’, mich knutscht ein Elch! (Stripes)
- 1983: Das Osterman Weekend (The Osterman Weekend)
- 1984: Gremlins – Kleine Monster (Gremlins)
- 1986: Top Gun – Sie fürchten weder Tod noch Teufel (Top Gun)
- 1988: Beetlejuice
- 1988: Stirb langsam (Die Hard)
- 1989: Indiana Jones und der letzte Kreuzzug (Indiana Jones and the Last Crusade)
- 1990: Edward mit den Scherenhänden (Edward Scissorhands)
- 1992: Batmans Rückkehr (Batman Returns)
- 1992: Bram Stoker’s Dracula (Dracula)
- 1994: Speed
- 1996: Außer Kontrolle (Chain Reaction)
- 1998: Stadt der Engel (City of Angels)
- 1999: The Green Mile
- 2001: Ocean’s Eleven
- 2004: Ocean’s 12 (Ocean’s Twelve)

## Auszeichnungen
- 1993: Oscar in der Kategorie Bester Tonschnitt für Bram Stoker’s Dracula